# Ptolemaiida
De Ptolemaiida zijn een orde van uitgestorven zoogdieren die van het Laat-Eoceen tot Mioceen in Afrika leefden. Het waren vermoedelijk insectivore dieren. Mogelijk behoort de Ptolemaiida tot de Afroinsectiphilia, als verwant van de aardvarkens, springspitsmuizen, goudmollen en tenrekachtigen, 
Lange tijd was de Ptolemaiida alleen bekend van fossiele vondsten uit het Oligoceen van het Egyptische Fajoem behorend tot de geslachten Ptolemaia, Qarunavus en Cleopatrodon. Bij de eerste vondsten van Ptolemaia werd gedacht dat het om een primaat ging. Vondsten van schedels met verlengde hoektanden van Ptolemaia en Qarunavus wezen op een andere classificatie. Gedacht werd aan verwantschap met de hyaenodonten, pantolestiden of moderne spitsmuizen. De Ptolemaiida werden wel omschreven als gigantische carnivore spitsmuizen met het formaat van een wolf. Herevaluatie van het gebit wijst echter niet op een carnivoor dieet, maar suggereert gebruik om hard voedsel te vermalen. Op basis van paleobiologie (endemisch voor Afrika) en enkele overeenkomsten in anatomische kenmerken van de schedel met aardvarkens wordt indeling bij de Afrotheria geopperd. Recent werden de eerste ptolemaiiden van buiten Fajoem beschreven. Kelba leefde in het Vroeg-Mioceen in oostelijk Afrika met fossiele vondsten in Kenia en Oeganda. Dit dier had het formaat van een zwaargebouwde jakhals met een gewicht van ongeveer 15 kg. Daarnaast is in Oligocene afzettingen in Angola een tand gevonden die wordt toegeschreven aan de Ptolemaiida. In Fajoem zelf is een nog onbeschreven vondst uit het Laat-Eoceen van circa 37 miljoen jaar oud gedaan.